# Subdivisions à Kouvola

Districts et quartiers de Kouvola.

Cet article est une liste de subdivisions à Kouvola en Finlande.

## Liste des subdivisions
Kouvola est divisé en districts subdivisés en quartiers:
Kouvola est aussi divisé en zones statistiques.
| District       | Quartiers | Zones statistiques |
| -------------- | --- | --- |
| 1.Keskusta     | 1.Kangas, 2.Kaunisnurmi, 3.Sarkola, 4.Vahtero, 5.Käpylä, 6.Tornionmäki, 7.Lehtomäki, 8.Kankaro, 9.Mielakka, 10.Tykkimäki, 11.Korjala      | 1.Kangas, 2.Kaunisnurmi, 3.Sarkola, 4.Vahtero, 5.Käpylä, 6.Tornionmäki, 7.Lehtomäki, 8.Kankaro, 9.Mielakka, 10.Tykkimäki, 11.Korjala                     |
| 2.Kuusankoski  | 21.Kuusankoski, 22.Voikkaa, 23.Kymintehdas, 24.Pilkanmaa, 25.Keltti                                                                       | 18.Mäyrämäki, 19.Ruotsula, 20.Rantakulma, 21.Voikkaa, 22.Mattila, 23.Pilkanmaa, 24.Tähtee, 25.Mäkikylä, 26.Naukio, 27.Kuusaa, 28.Kuusaanniemi, 29.Keltti |
| 3.Anjalankoski | 31.Myllykoski, 32.Keltakangas, 33.Inkeroinen, 34.Anjala, 35.Ummeljoki, 36.Sippola, 37.Kaipiainen                                          | 31.Myllykoski, 32.Inkeroinen, 33.Sippola, 34.Kaipiainen                                                                                                  |
| 4.Valkeala     | 41.Valkealan kirkonkylä, 42.Niinistö, 43.Kangasranta, 44.Kiehuva, 45.Jokela, 46.Utti, 47.Selänpää, 48.Aitomäki, 49.Vuohijärvi, 50.Oravala | 41.Niinistö, 42.Valkealan kirkonkylä, 43.Jokela, 44.Kiehuva, 45.Aitomäki, 46.Utti, 47.Selänpää, 48.Tuohikotti, 49.Vekaranjärvi                           |
| 5.Elimäki      | 51.Elimäen kirkonkylä, 52.Koria, 53.Pohjois-Elimäki, 54.Etelä-Elimäki                                                                     | 51.Koria, 52.Vilppula, 53.Elimäen kirkonkylä, 54.Villikkala                                                                                              |
| 6.Jaala        | 61.Jaalan kirkonkylä, 62.Pohjois-Jaala | 61.Jaala, 62.Karijärvi |